# Posvátná cesta (Řecko)

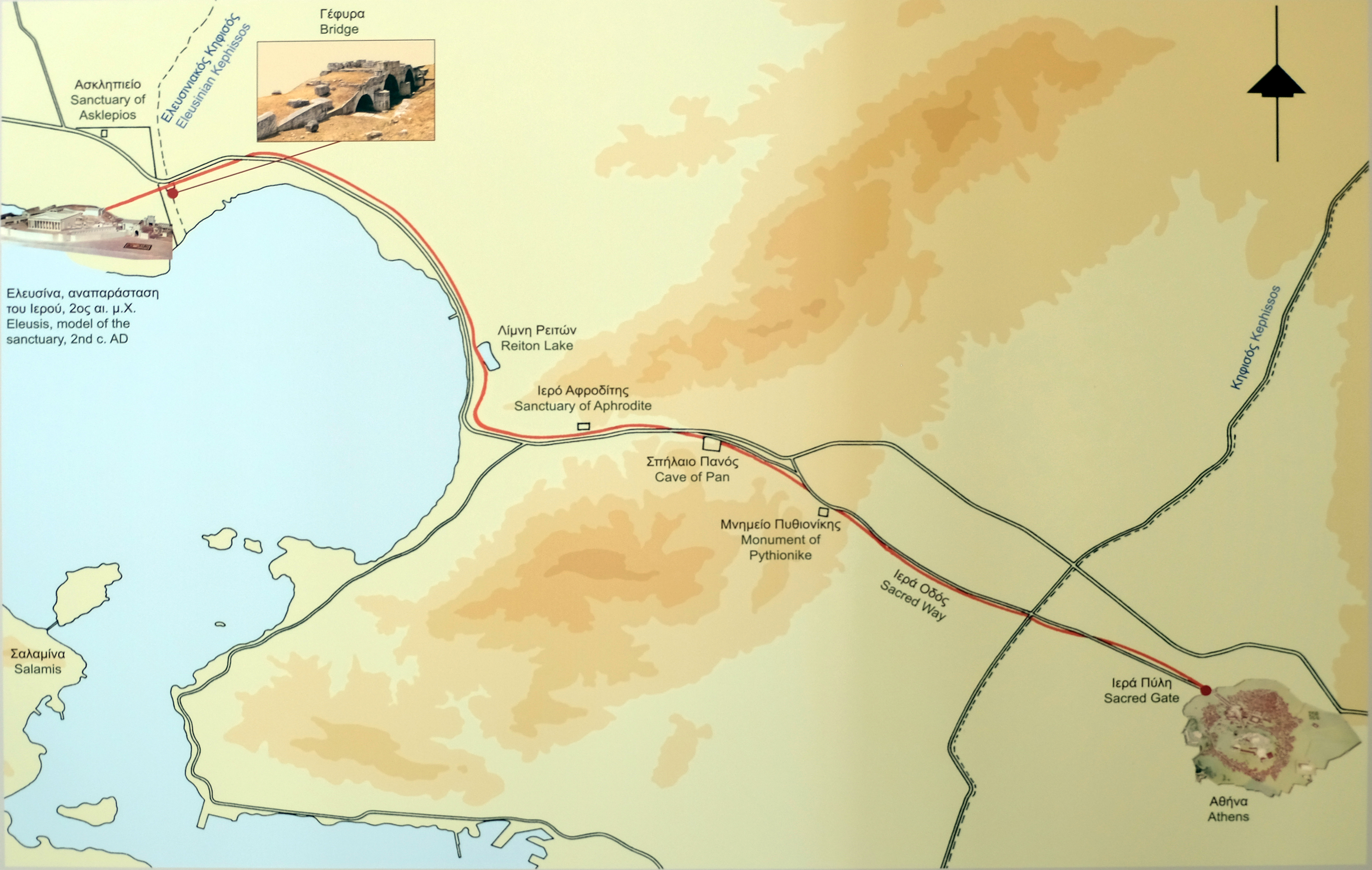
Posvátná cesta z Athén do Eleusis

Posvátná cesta (řecky, Ιερά Οδός, Ιερά Οδός / Ierá Odós, německy Heilige Straße, anglicky Sacred Way) byla starodávná cesta z Athén do města Eleusis.

## Popis
Byla to cesta každoročních procesí k Eleusiským mysteriím. Na 20,5 km dlouhé posvátné cestě byly v pravidelných intervalech zastávky u hermovek. Cesta začínala u oltáře dvanácti bohů  v severozápadním rohu Agory a procházela městskými hradbami svatou bránou (Ἱερὰ Πυλή), lemovanou dvěma čtvercovými věžemi (Ἱερὰ Πυλή). Potom vedla přes Kerameikos  a tamní hřbitov. Na místě Gephyra (Gephyreis) byla vedena mostem přes řeku Kephisos. U dnešního kláštera Daphnion překročila nízkým sedlem pohoří Aigaleos a vedla až ke vchodu do svatyně bohyně Démétér v Eleusis.
Dnešní hlavní dopravní tepna z centra Athén přes Egaleo a Chaidari, nazývaná Svatá cesta (Iera Odos), v podstatě sleduje průběh původní posvátné cesty.

## Archeologický výzkum
V letech 1891/92 prozkoumal Dimitrios Kampouroglou (řecký klasický archeolog) velkou část posvátné cesty od kopce Prophitis Ilias v Chaidari do svatyně Afrodity. Od roku 1932 do roku 1939 prováděli vykopávky řecký archeolog Konstantinos Kourouniotis a řecký architekt Ioannis Travlos. Vykopávky na posvátné cestě v oblasti svaté brány prováděl v letech 2002 až 2005 Německý archeologický ústav v Athénách. U příležitosti rozšiřování sítě metra v Athénách před olympijskými hrami v roce 2004 byly ve stanici metra Egaleo odkryté části posvátné cesty zpřístupněné veřejnosti.

## Významné památky podél staré posvátné cesty
| Obrázek | Památka                | Poznámka |
| ------- | ---------------------- | --- |
|         | Kerameikos             | Posvátná cesta začínala u svaté brány na hřbitově Kerameikos |
|         | Monumento di Pitionike | Byl to pomník u posvátné cesty věnovaný kultu Afrodity |
|         | Chrám Apolla           | Na místě tohoto chrámu dnes stojí klášter Daphnion postavený s použitím části původního materiálu. Bylo to důležité místo podél posvátné cesty.                                             |
|         | Jeskyně Pan            | Umístěná blízko kláštera Daphni. Předpokládá se spojitost s posvátnou cestou |
|         | Svatyně Afrodity       | Svatyně ze 4. století před Kristem, součást svatých míst podél cesty. |
|         | Jezero Rheitoi         | Jezero nazvané dnes Koumoundourou bylo cestou přemostěno (podobně jako i dnešní silnicí), která se tak vyhnula dlouhé jízdě. Severní břeh byl zasvěcen Demeterovi, zatímco jižní Persefonu. |
|         | Římský most            | Most nechal postavil císař Hadrián, který upřednostňoval cestu Via Sacra. Dnes je řeka vyschlá, ale zbytky mostu zůstávají asi kilometr od místa Eleusis.                                   |
|         | Svatyně di Eleusi      | |